# Wahlen zum Senat der Vereinigten Staaten 1800 und 1801
Die Wahl zum Senat der Vereinigten Staaten 1800 und 1801 zum 7. Kongress der Vereinigten Staaten fanden zu verschiedenen Zeitpunkten statt. Die Wahlen fanden parallel zur Präsidentschaftswahl 1800 statt, in der Thomas Jefferson zum ersten Mal gewählt wurde. Vor der Verabschiedung des 17. Zusatzartikels wurden die Senatoren nicht direkt gewählt, sondern von den Parlamenten der Bundesstaaten bestimmt.
Noch vor der Wahl zum 7. Kongress fanden in Maryland, Massachusetts, New Jersey und New York sechs Nachwahlen statt, weil die amtierenden Senatoren zurückgetreten waren, in Massachusetts und New York jeweils für beide Sitze. In fünf Fällen konnte die Föderalistische Partei die Sitze halten, einen konnte die Republikanische Partei gewinnen, die zur Unterscheidung von der 1854 gegründeten Grand Old Party meist als Demokratisch-Republikanische Partei oder Jeffersonian Republicans bezeichnet wird. Dadurch sank die föderalistische Mehrheit im Senat auf 21 zu 11.
Zur Wahl standen die 10 Sitze der Senatoren der Klasse III, die 1794 und 1795 für eine Amtszeit von sechs Jahren gewählt worden waren. Von diesen waren sieben Föderalisten, drei Republikaner. Drei föderalistische Senatoren wurden wiedergewählt, einen Sitz konnten die Republikaner halten. Vier Sitze eroberten die Republikaner von den Föderalisten, einen Sitz übernahmen diese von den Republikanern. Das Parlament von Maryland hatte die Wahl eines neuen Senators versäumt, die föderalistische Mehrheit fiel damit auf 17 zu 14. Der Senat trat im März allerdings nur kurz zu seiner Konstituierung zusammen, bis zur regulären Sitzungsperiode im Dezember hatten die Republikaner in sechs Nachwahlen drei weitere Sitze erobern können, darunter den vakanten Sitz in Maryland. Damit kippte die Mehrheit im Senat auf 17 zu 15 zugunsten der Republikaner.

## Ergebnisse

### Wahlen während des 6. Kongresses
Die Gewinner dieser Wahlen wurden vor dem 4. März 1801 in den Senat aufgenommen, also während des 6. Kongresses.
| Staat         | Amtierender Senator | Partei     | Nachwahl   | Datum             | Ergebnis                  | Neuer Senator     |
| ------------- | ------------------- | ---------- | ---------- | ----------------- | ------------------------- | ----------------- |
| Maryland      | James Lloyd         | Föderalist | Klasse III | 12. Dezember 1800 | von Föderalisten gehalten | William Hindman   |
| Massachusetts | Benjamin Goodhue    | Föderalist | Klasse I   | 14. November 1800 | von Föderalisten gehalten | Jonathan Mason    |
| Massachusetts | Samuel Dexter       | Föderalist | Klasse II  | 6. Juni 1800      | von Föderalisten gehalten | Dwight Foster     |
| New Jersey    | James Schureman     | Föderalist | Klasse I   | 28. Februar 1801  | von Föderalisten gehalten | Aaron Ogden       |
| New York      | James Watson        | Föderalist | Klasse I   | 3. April 1800     | von Föderalisten gehalten | Gouverneur Morris |
| New York      | John Laurance       | Föderalist | Klasse III | 6. November 1800  | Zugewinn Republikaner     | John Armstrong    |

- Republikaner bezeichnet Angehörige der heute meist als Demokratisch-Republikanische Partei oder Jeffersonian Republicans bezeichneten Partei.

### Wahlen zum 7. Kongress
Die Gewinner dieser Wahlen wurden am 4. März 1801 in den Senat aufgenommen, also bei Zusammentritt des 7. Kongresses. Alle Sitze dieser Senatoren gehören zur Klasse III. Die Wiederwahl von Uriah Tracy in Connecticut fand erst im Mai statt.
| Staat          | Amtierender Senator | Partei       | Datum             | Ergebnis                   | Neuer Senator     |
| -------------- | ------------------- | ------------ | ----------------- | -------------------------- | ----------------- |
| Connecticut    | Uriah Tracy         | Föderalist   | Mai 1801          | wiedergewählt              | Uriah Tracy       |
| Georgia        | James Gunn          | Föderalist   | 19. November 1800 | Zugewinn Republikaner      | James Jackson     |
| Kentucky       | Humphrey Marshall   | Föderalist   | 20. November 1800 | Zugewinn Republikaner      | John Breckinridge |
| Maryland       | William Hindman     | Föderalist   | Wahl versäumt     | Verlust Föderalisten       | vakant            |
| New Hampshire  | John Langdon        | Republikaner | 21. Juni 1800     | Zugewinn Föderalisten      | James Sheafe      |
| New York       | John Armstrong      | Republikaner | 27. Januar 1801   | wiedergewählt              | John Armstrong    |
| North Carolina | Timothy Bloodworth  | Republikaner | 27. November 1800 | von Republikanern gehalten | David Stone       |
| Pennsylvania   | William Bingham     | Föderalist   | 18. Februar 1801  | Zugewinn Republikaner      | Peter Muhlenberg  |
| South Carolina | Jacob Read          | Föderalist   | 1800              | Zugewinn Republikaner      | John E. Colhoun   |
| Vermont        | Elijah Paine        | Föderalist   | 21. Oktober 1800  | wiedergewählt              | Elijah Paine      |

- Republikaner bezeichnet Angehörige der heute meist als Demokratisch-Republikanische Partei oder Jeffersonian Republicans bezeichneten Partei.
- wiedergewählt: ein gewählter Amtsinhaber wurde wiedergewählt.

### Wahlen während des 7. Kongresses
Die Gewinner dieser Wahlen wurden nach dem 4. März 1801 in den Senat aufgenommen, also während des 7. Kongresses.
| Staat          | Amtierender Senator      | Partei       | Nachwahl   | Datum             | Ergebnis                   | Neuer Senator      |
| -------------- | ------------------------ | ------------ | ---------- | ----------------- | -------------------------- | ------------------ |
| Maryland       | William Hindman, ernannt | Föderalist   | Klasse III | 12. November 1801 | Zugewinn Republikaner      | Robert Wright      |
| New Hampshire  | Samuel Livermore         | Föderalist   | Klasse II  | 17. Juni 1801     | von Föderalisten gehalten  | Simeon Olcott      |
| Pennsylvania   | Peter Muhlenberg         | Republikaner | Klasse III | 16. Dezember 1801 | von Republikanern gehalten | George Logan       |
| Rhode Island   | Ray Greene               | Föderalist   | Klasse II  | 6. Mai 1801       | Zugewinn Republikaner      | Christopher Ellery |
| South Carolina | Charles Pinckney         | Republikaner | Klasse II  | 3. Dezember 1801  | von Republikanern gehalten | Thomas Sumter      |
| Vermont        | Elijah Paine             | Föderalist   | Klasse III | 14. Oktober 1801  | Zugewinn Republikaner      | Stephen R. Bradley |

- Republikaner bezeichnet Angehörige der heute meist als Demokratisch-Republikanische Partei oder Jeffersonian Republicans bezeichneten Partei.
- ernannt: Senator wurde vom Gouverneur als Ersatz für einen ausgeschiedenen Senator ernannt, Nachwahl nötig.

## Einzelstaaten
In allen Staaten wurden die Senatoren durch die Parlamente gewählt, wie durch die Verfassung der Vereinigten Staaten vor der Verabschiedung des 17. Zusatzartikels vorgesehen. Das Wahlverfahren bestimmten die Staaten selbst, war daher von Staat zu Staat unterschiedlich. Teilweise ergibt sich aus den Quellen nur, wer gewählt wurde, aber nicht wie.
Parteien im modernen Sinne gab es zwar nicht, aber die meisten Politiker der jungen Vereinigten Staaten lassen sich im First Party System der Föderalistischen Partei zuordnen oder der Republikanischen Partei, die zur Unterscheidung von der 1854 gegründeten Grand Old Party meist als Demokratisch-Republikanische Partei oder Jeffersonian Republicans bezeichnet wird.

### Connecticut
Der Föderalist Uriah Tracy, seit 1796 Senator, wurde etwas verspätet im Mai 1801 wiedergewählt. Er erhielt 131 Stimmen, 50 Stimmen verteilten sich auf die Republikaner Asher Miller (30 Stimmen) und Ephraim Kirby (6) sowie die Föderalisten Roger Griswold (10), Chauncey Goodrich (3) und Stephen Hosmer (1).

### Georgia
Der Föderalist James Gunn, seit 1789 Senator, verzichtete auf eine Wiederwahl. Am 19. November 1800 wurde der Republikaner James Jackson mit 58 Stimmen gewählt gegen den Föderalisten Thomas P. Carnes, der nur 9 Stimmen erhielt.

### Kentucky
Der Föderalist Humphrey Marshall war seit 1794 Senator gewesen. In der Wahl am 20. November 1800 gewann der Republikaner John Breckinridge, der 1794 gegen Marshall verloren hatte, mit 68 Stimmen gegen den Föderalisten John Adair, der 13 Stimmen erhielt.

### Maryland
Der Föderalist James Lloyd, Senator seit 1797, trat am 1. Dezember 1800 zurück, kurz nachdem der Kongress von Philadelphia nach Washington umgezogen war. Am 12. Dezember wurde der Föderalist William Hindman mit 49 Stimmen gegen den Republikaner Richard T. Earle, der 40 Stimmen erhielt, für den Rest der Amtszeit von Lloyd gewählt. Nachdem das Parlament von Maryland es versäumt hatte, eine Wahl zum 7. Kongress abzuhalten, war der Sitz für einige Zeit vakant. Hindman wurde anschließend als Senator ernannt. Zur Wahl am 12. November 1801 trat er nicht an, diese gewann der Republikaner Robert Wright im zweiten Wahlgang mit 60 Stimmen gegen den Föderalisten William H. Winder, der 26 Stimmen erhielt. Diese Nachwahl führte mit den vorher erfolgten Nachwahlen in Rhode Island und Vermont dazu, dass die Föderalisten ihre Mehrheit im Senat verloren.

### Massachusetts
Der Föderalist Samuel Dexter, Senator der Klasse II seit 1798, trat am 30. Mai 1800 zurück, um das Amt des Kriegsministers zu übernehmen. Sein Nachfolger für die verbleibende Amtszeit bis 1805 wurde Dwight Foster, ebenfalls Föderalist. Er erhielt 135 von 197 Stimmen im Repräsentantenhaus und 23 von 26 Stimmen im Senat von Massachusetts. Sein Klasse-I-Kollege, der Föderalist Benjamin Goodhue, trat am 8. November 1800 zurück und zog sich aus der Politik zurück. Zu seinem Nachfolger für die verbleibende Amtszeit bis 1803 wurde der Föderalist Jonathan Mason gewählt.

### New Hampshire
Der Republikaner John Langdon, Senator seit 1789, verlor am 21. Juni 1800 die Wahl gegen den Föderalisten James Sheafe. Sheafe erhielt 83 Stimmen im Repräsentantenhaus, Langdon nur 12, weitere 38 Stimmen gingen an andere Kandidaten. Im Senat erhielt Sheafe 10 von 12 Stimmen.
Der Föderalist Samuel Livermore, seit 1798 Senator der Klasse II, trat am 12. Juni 1801 aus Gesundheitsgründen zurück. Zu seinem Nachfolger für die verbleibende Amtszeit bis 1805 wurde der Föderalist Simeon Olcott gewählt. Er erhielt im Repräsentantenhaus von New Hampshire 87 der 145 Stimmen, John Langdon, der sich erneut bewarb, erhielt 54 Stimmen. Im Senat stand es wieder 10 zu 2.

### New Jersey
Der Föderalist James Schureman, Senator der Klasse I für New Jersey seit 1799, trat am 16. Februar 1801 zurück, um Bürgermeister von New Brunswick, New Jersey zu werden. Zu seinem Nachfolger für die verbleibenden Amtszeit bis 1803 wurde der Föderalist Aaron Ogden gewählt.

### New York
James Watson, föderalistischer Klasse-I-Senator für New York seit 1798, trat am 19. März 1800 zurück, um eine Stelle als Hafenzollbeamter in New York City anzutreten. Zu seinem Nachfolger wurde am 3. April der Föderalist Gouverneur Morris gewählt. Er erhielt 54 Stimmen in der Assembly, 25 im Senat. Sein republikanischer Gegenkandidat Peter Gansevoort erhielt 48 stimmen in der Assembly, 11 im Senat, ein Abgeordneter stimmte für Thomas Morris.
Eine weitere Nachwahl wurde durch den Rücktritt von John Laurance im August 1800 nötig, der seit 1796 Klasse-III-Senator gewesen war. Die Wahl fand am 6. November statt. Nachdem der Kongress von New York im Frühjahr neu gewählt worden war, gab es in der Assembly eine republikanische Mehrheit, während der Senat weiter föderalistisch dominiert war. Als Kompromisskandidat wurde der gemäßigte Republikaner John Armstrong aufgestellt, der 99 von 107 Stimmen in der Assembly erhielt, 2 Stimmen gingen an Peter Gansevoort. Im Senat wurde Armstrong ohne Gegenstimmen bestätigt. Am 27. Januar 1801 wurde Armstrong mit 76 Stimmen in der Assembly ohne Gegenkandidat für die folgende Amtszeit wiedergewählt.

### North Carolina
Timothy Bloodworth, republikanischer Senator für North Carolina seit 1795, trat nicht zur Wiederwahl an. Zu seinem Nachfolger wurde der Republikaner David Stone gewählt. Er erhielt am 27. November 1800 eine absolute Mehrheit von 94 Stimmen, sein föderalistischer Gegenkandidat William R. Davie erhielt 72 Stimmen. Acht Stimmen gingen an Richard Spaight, eine an Matthew Locke, beide ebenfalls Republikaner.

### Pennsylvania
William Bingham, föderalistischer Senator für Pennsylvania seit 1795, trat nicht zur Wiederwahl an. Am 18. Februar 1801 fand die Wahl seines Nachfolgers statt. Im ersten Wahlgang erhielten die beiden Republikaner Peter Muhlenberg und George Logan jeweils 45 Stimmen, eine Stimme ging an William Jones, sieben Abgeordnete und vier Senatoren nahmen nicht an der Abstimmung teil. Im zweiten Wahlgang erhielt Logan erneut 45 Stimmen, Muhlenberg wurde mit 46 Stimmen gewählt. Dies gelang nur durch die Unterstützung der föderalistischen Abgeordneten, die geschlossen für ihn gestimmt hatten, während die meisten Republikaner für Logan gewesen waren.
Muhlenberg trat allerdings schon am 30. Juni 1801 zurück, vor der ersten regulären Sitzung des 7. Kongresses. In einer gemeinsamen Abstimmung beider Häuser des pennsylvanischen Parlaments wurde George Logan dieses Mal mit 68 Stimmen gewählt, 30 Stimmen gingen an Joseph Hiester, neun Stimmen gingen an vier weitere Kandidaten.

### Rhode Island
Ray Greene, föderalistischer Klasse-II-Senator für Rhode Island seit 1797, trat am 5. März 1801 zurück, kurz nach der Konstituierung des 7. Kongresses. Zu seinem Nachfolger wurde der Republikaner Christopher Ellery gewählt.

### South Carolina
Jacob Read, föderalistischer Senator für South Carolina seit 1795, wurde bei der Wahl 1800 nicht wiedergewählt. Im ersten Wahlgang erhielten der Föderalist John Ward, später Bürgermeister von Charleston, und der Republikaner John E. Colhoun jeweils 74 Stimmen. Im zweiten Wahlgang erhielt Colhoun 75 Stimmen, Ward 73, so dass Colhoun gewählt war.
Am 6. Juni 1801 trat der Republikaner Charles Pinckney, Klasse-II-Senator seit 1798, zurück, um Botschafter in Spanien zu werden. Die Nachwahl am 3. Dezember 1801 gewann der Republikaner Thomas Sumter mit 90 Stimmen, sein föderalistischer Gegenkandidat John Rutledge, ehemaliger Gouverneur von South Carolina, erhielt 47 Stimmen, eine Stimme ging an Thomas Evans.

### Vermont
Elijah Paine, föderalistischer Senator für Vermont seit 1795, wurde am 21. Oktober 1800 wiedergewählt. Er erhielt 97 Stimmen im Repräsentantenhaus, 11 im Council, einem Überbleibsel der kolonialen Regierung. Der Republikaner Stephen R. Bradley erhielt 68 Stimmen im Repräsentantenhaus, einzelne Stimmen gingen an Lot Hall, Richter und ehemaliger Wahlmann, an William Chamberlain und an Nathaniel Niles.
Paine trat am 1. September 1801 zurück, um ein Richteramt anzutreten. Am 14. Oktober wurde Stephen R. Bradley zu seinem Nachfolger gewählt. Er erhielt 102 Stimmen, der Föderalist William Chamberlain 85, eine Stimme ging an den Republikaner Nathaniel Niles.